# کوتلا-یاروه
کوتلا-یاروه (به استونیایی: Kohtla-Järve) یکی از شهرهای کشور استونی است.
این شهر در سال ۲۰۱۱ میلادی ۳۷٬۲۰۱ نفر جمعیت داشته است.

## نگارخانه

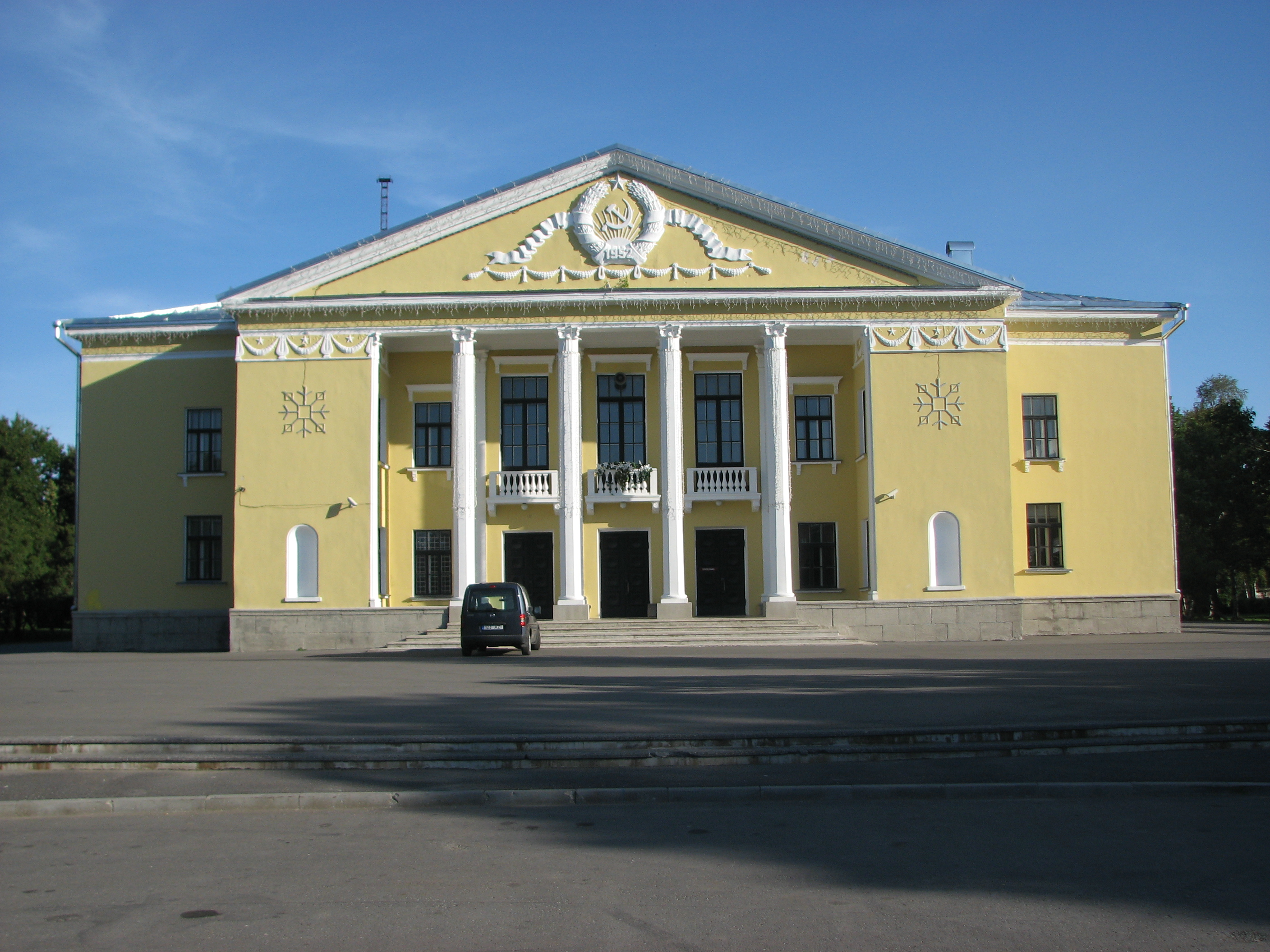
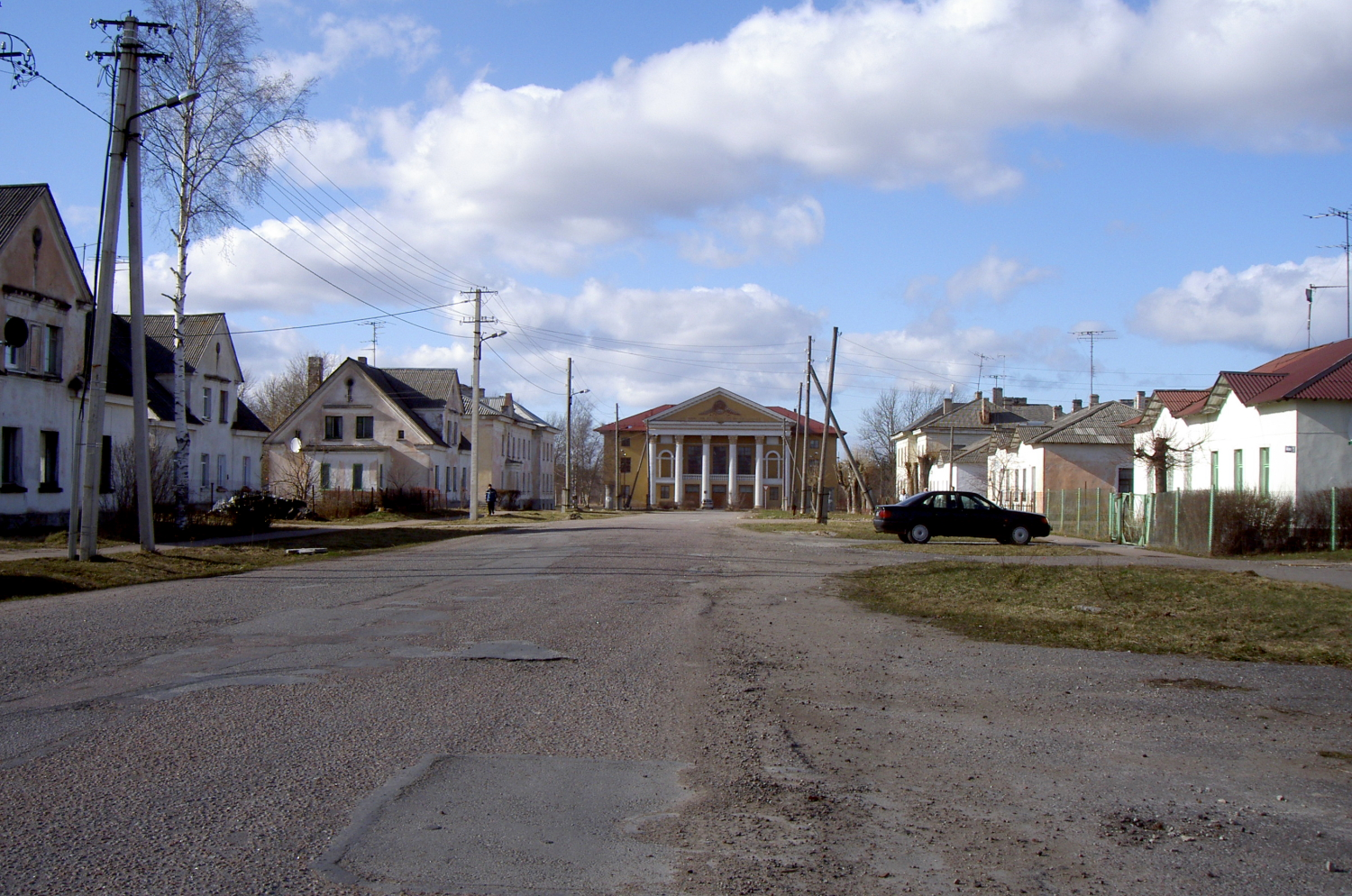
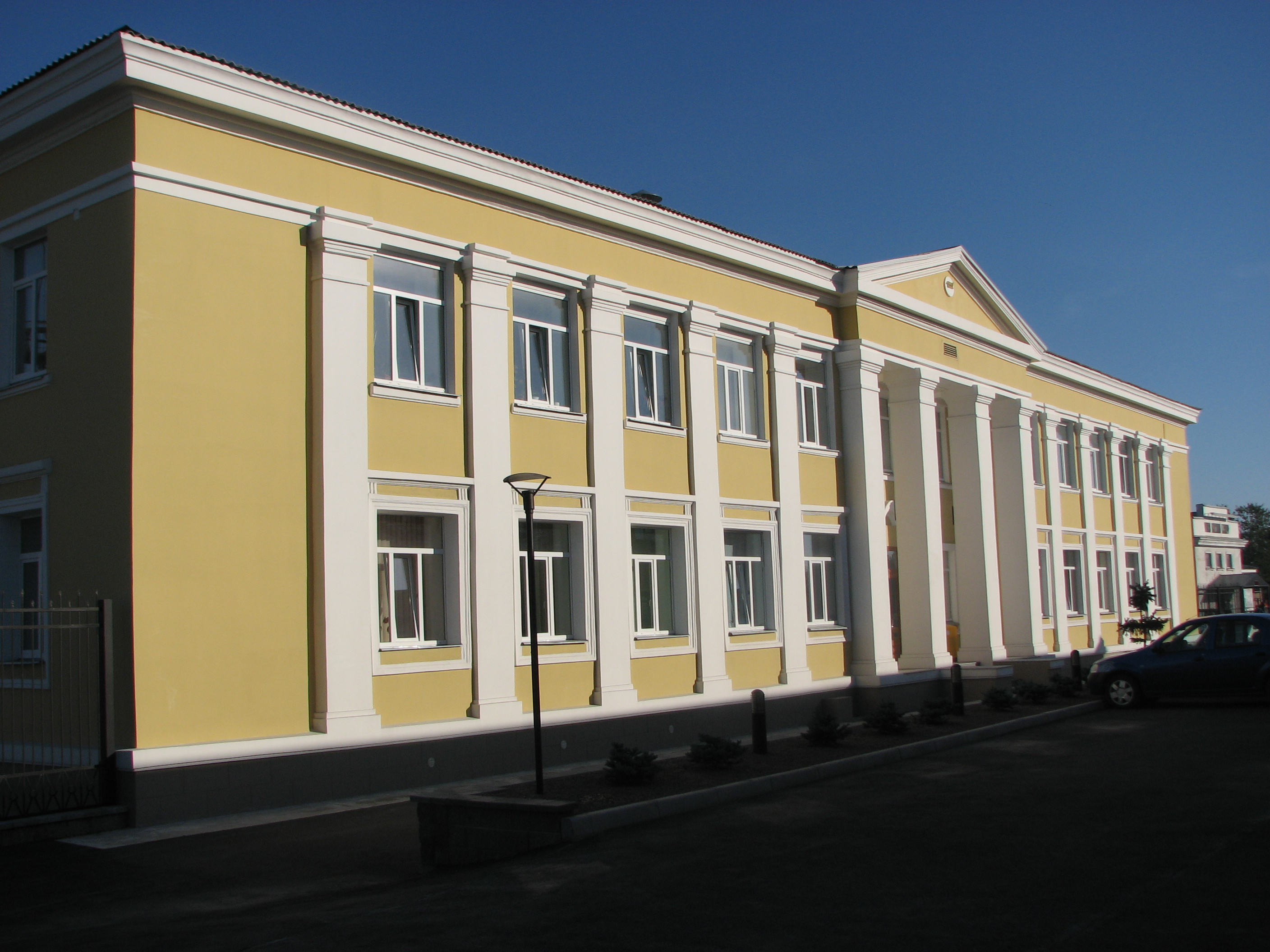

## شهرهای خواهر خوانده
شهرهای خواهرخوانده:
- اوتوکومپو، فنلاند
- نردراشتت، آلمان
- کداینی، لیتوانی
- سارانسک، روسیه
- ولیکی نووگورود، روسیه
- بخش سلانتسوسکی، روسیه
- بخش کینگیسپسکی، روسیه
- کوروستیشیف، اوکراین
- ویشکوف، لهستان
- ستفنستول، سوئد